# Karłowatość roślin
Karłowatość roślin – grupa chorób roślin u których głównym objawem choroby jest karłowatość. Większość z nich powodują wirusy, ale są też choroby wywołane przez czynniki nieinfekcyjne, fitoplazmy, wiroidy, bakterie i grzyby.

## Karłowatości roślin uprawnych w Polsce
- bakteryjna karłowatość goździka (Dickeya dianthicola)
- karłowatość borówki wysokiej ('Candidatus Phytoplasma asteris')
- karłowatość chryzantemy (wiroid karłowatości złocienia, Chrysanthemum stunt viroid)
- karłowatość cyklamena (Ramularia cyclaminicola)
- karłowatość lilii (choroba nieinfekcyjna)
- karłowatość łubinu żółtego (Peanut stunt virus)
- karłowatość pierwiosnka (Tobacco necrosis virus)
- karłowatość pigwy (Apple chlorotic leaf spot virus)
- karłowatość pszenicy (wirus karłowatości pszenicy, Wheat dwarf virus)
- karłowatość róży (Strawberry latent ringspot virus)
- karłowatość sansewierii (Fusarium proliferatum)
- karłowatość śliwy (wirus karłowatości śliwy, Prune dwarf virus)
- krzaczasta karłowatość maliny (wirus krzaczastej karłowatości maliny, Raspberry bushy dwarf virus)
- płona karłowatość owsa (wirus płonej karłowatości owsa, Oat sterile dwarf virus)
- żółta karłowatość cebuli (wirus żółtej karłowatości cebuli, Onion yellow dwarf virus)
- żółta karłowatość jęczmienia (wirus żółtej karłowatości jęczmienia, Barley yellow dwarf virus)
- żółta karłowatość jęczmienia na miskancie (wirus żóltej karłowatości jęczmienia, Barley yellow dwarf virus)
- żółta karłowatość ziemniaka (Potato yellow dwarf virus)[2].

W nawiasie podano czynnik chorobotwórczy.